# Гнозис
Гно́зис (грец. γνώσις – «знання») – філософський термін для позначення «знання», «пізнання», «пізнавання», «спізнавання». Філософи використовують гнозис для визначення духовного знання освіченої людини й описують його як пряме емпіричне знання надприродного або божественного. Термін походить із класичної античної філософії. Особливого поширення він набув за часів раннього християнства та його полеміки з гностицизмом. Це не «просвітленість», яка розуміється в загальному сенсі, як «осявання» чи «пізнавання» (грец. διαφωτισις),
але просвітленість, яка стверджує існування надприродного.

## Гнозис у психології
Нейропсихологія та невропатологія визначають гносис  або гно́зію як збірне поняття для процесів перцептивної категоризації (розпізнання) стимулів різної модальності (наприклад, зоровий і слуховий гнозис, стереогноз тощо).
Порушення гносису — агнозія. 

## Вплив на сучасну культуру
- Ряд сучасних окультних течій, зокрема «хаос-магія», позначає через гнозис змінений стан свідомості (обізнаності), в якому бажання «магічним чином» мають силу.
- Філіп Дік ґрунтовно зацікавився гностицизмом і цьому присвячені певні романи з його доробку. Найвідмітнішою є трилогія «VALIS: Ширококрая активна жива система штучного інтелекту[en]».(англ.)
- У популярному культовому мюзиклі «Hedwig and the Angry Inch[en]»(англ.) протеже/коханий/суперник Гедвіґа бере собі сценічне ім'я «Томі Гнозис».
- У романі «Невідома Магдалена» Кі Лонгфелоу[en] розробляє в центрі сюжету досвід грозису Марії Маґдалини та її супутника Ісуса Христа.
- Ворожі примари у серії відеоігор Xenosaga для PlayStation 2 і Nintendo DS відомі як гнозиси.

## Виноски
1. ↑  In.gr (online Greek dictionary) Αποτελέσματα αναζητήσεως : enlightenment. Архів оригіналу за 7 травня 2008. Процитовано 15 липня 2007.
2. ↑  gnozis.htm. Архів оригіналу за 9 червня 2008. Процитовано 17 березня 2008.